# Kurt Neumann (football)
Pour les articles homonymes, voir Kurt Neumann.
Kurt Neumann, né le 11 novembre 1923 à Duisbourg et mort le 13 juin 2014, est un footballeur allemand.
Il est le capitaine du Meidericher SV pendant plus d'une décennie, avec lequel il joue 216 matchs en Oberliga Ouest.

## Biographie

### Début de la carrière à Meiderich
Neumann passe son enfance à Duisbourg, où il commence à jouer au football à l'âge de onze ans. Pendant sa jeunesse, il rejoint le Meidericher SV et intègre l'équipe junior comme gardien de but. Son équipe étant généralement meilleure que ses adversaires, le gardien de but a peu à faire, ce qui pousse le jeune Kurt à vouloir changer de position. Devant le refus de l'entraîneur, il quitte le club en 1940 et rejoint le Spvg. Meiderich 1906 (de), basé dans la même ville, dont il intègre immédiatement l'effectif senior.
La Seconde Guerre mondiale met sa carrière entre parenthèses. Engagé dans l'armée, il est prisonnier de guerre et ne rentre à Duisbourg qu'en 1945. Il rejoint d'abord Meiderich 1906 avant, pendant l'hiver, de faire son retour dans son club formateur, le Meidericher SV. Les deux clubs étant deux rivaux locaux, ce transfert fait polémique et vaut à Neumann d'être victime d'agressions physiques de la part de certains supporteurs.

### Première et seconde division avec Meiderich
Au Meidericher SV, Neumann s'impose immédiatement comme titulaire et se voit bientôt confier le brassard de capitaine.
En 1949, Neumann et ses coéquipiers parviennent à se qualifier pour la Zweite Oberliga Ouest, alors la deuxième division au système du football allemand, encore organisé régionalement. Bien que défenseur, il marque douze buts les deux années suivantes. En 1951, l'équipe dont il est capitaine remporte le championnat et s'ouvre les portes de l'Oberliga, la première division allemande.
Neumann, qui travaille alors parallèlement pour la Deutsche Bundesbahn, conserve son rôle de capitaine et sa place de pilier dans l'effectif après la montée. En 1953, Meiderich termine à la 4e place. Pendant la saison 1954-1955, Neumann et ses coéquipiers ne parviennent pas à éviter la relégation, mais ils remontent dès l'année suivante. Pendant les années suivantes, Neumann se montre capable de maintenir sa place dans l'équipe malgré un âge avancé. Au cours de la saison 1960-1961, il perd finalement sa place de titulaire mais reste dans l'effectif.
En 1963, l'équipe se qualifie pour la première édition de la Bundesliga, le championnat unifié d'Allemagne. Malgré son souhait de rester, Neumann ne se voit pas offrir de prolongation de contrat. Après 216 matchs et six buts en Oberliga, et 83 matchs et 19 buts en Zweite Oberliga, il met un terme à sa carrière à 40 ans. Il détient le record du plus grand nombre de matchs en Oberliga pour le club.
Après la fin de carrière, il se reconvertit comme entraîneur et s'occupe de plusieurs clubs amateurs autour de Duisbourg. En 1973, il se retire complètement du football.